# Park Narodowy Wrangla-Świętego Eliasza
Park Narodowy Wrangla-Świętego Eliasza (ang. Wrangell-St. Elias National Park) – park narodowy położony w południowo-wschodniej części stanu Alaska w Stanach Zjednoczonych. Park został utworzony w 1980, na obszarze o powierzchni 53 321 km². Jest to największy park narodowy w Stanach Zjednoczonych oraz trzeci co do wielkości na świecie. Park Wrangla-Świętego Eliasza, Kluane, Glacier Bay oraz Tatshenshini-Alsek tworzą transgraniczny zespół parków, który w 1979 został wpisany na listę światowego dziedzictwa UNESCO.

## Geologia
Na terenie parku leży Góra Świętego Eliasza (5489 m n.p.m.) – druga co do wysokości góra w Stanach Zjednoczonych (po McKinleyu). Park został utworzony w miejscu, gdzie łączą się cztery wielkie łańcuchy górskie: Alaska, Góry Wrangla, Góry Świętego Eliasza oraz góry Chugach. Wśród potężnych szczytów, na szczególną uwagę zasługuje czynny wulkan Góra Wrangla (4317 m n.p.m.).
Ok. 25% powierzchni parku pokrywają lodowce. Największe z nich, to:
- Lodowiec Nabesna
- Lodowiec Malaspina
- Lodowiec Hubbard

## Fauna
Na terenie Parku Narodowego Wrangla-Świętego Eliasza występuje ok. 300 gatunków zwierząt, wśród których można wymienić: łosia, renifera, grizzly, kozła śnieżnego, owcę jukońską. Ponadto w parku występuje 249 gatunków ptaków.

## Turystyka
Dojazd do parku jest możliwy  autostradą z Anchorage, a następnie dwoma żwirowymi drogami: Nabesna Road oraz McCarthy Road. Centrum turystyczne parku to znajduje się w miejscowości McCarthy. Łączna liczba turystów którzy odwiedzili park w 2005 wyniosła 56 224.